# 로스토프 전투 (1941년)

로스토프 전투 당시 동부 전선.

로스토프 전투 (1941년)는 제2차 세계 대전의 동부 전선 중 로스토프나도누 주변에서 발생했으며, 나치 독일의 남부집단군과 소련의 남부 전선 사이에 벌어졌다.
이 전투는 세 단계로 구성되었다: 남부집단군 (게르트 폰 룬트슈테트 장군)에 의한 독일군의 아조프해 공세 작전 (1941년 9월 12일 시작), 남부 전선 (야코프 티모페예비치 체레비첸코 장군)에 의한 소련군의 로스토프 방어 작전 (1941년 11월 5일 – 1941년 11월 16일), 그리고 같은 소련 전선에 의해 실행된 로스토프 공세 작전 (1941년 11월 27일 – 1941년 12월 2일)이다.
11월 17일 미우스강을 강제로 건넌 후, 독일군은 소련군 10,000명을 포로로 잡고 11월 21일 로스토프를 점령했다. 6일 후, 새로 창설된 제37군으로 증강된 남부 전선은 북쪽에서 반격하여 지나치게 확장된 독일 제3차량화군단을 포위할 위협을 가했다. 룬트슈테트는 포위를 막기 위해 로스토프에서 미우스선으로의 후퇴를 명령했다. 붉은 군대는 11월 28일 로스토프를 탈환했다. 이는 전쟁 중 소련군의 첫 성공적인 주요 반격이었다. 히틀러는 12월 1일 폰 룬트슈테트를 해고했다. 룬트슈테트의 후임인 발터 폰 라이헤나우는 육군최고사령부 참모총장 프란츠 할더의 지지 속에 후퇴 명령을 확인했고 히틀러는 마지못해 이를 허용했다 (자세한 내용은 여기 참조).

## 서막
1941년 9월 키예프 전투를 마친 후, 독일 남부집단군은 드네프르강에서 아조프해 연안으로 진격했다. 발터 폰 라이헤나우의 제6군은 제1차 하리코프 전투에서 하리코프를 점령했다. 카를-하인리히 폰 슈튈프나겔의 제17군은 폴타바를 거쳐 보로실로프그라드로 진격했다. 에리히 폰 만슈타인의 제11군은 크림반도로 이동하여 가을까지 반도 전체를 장악했다 (1942년 7월 3일까지 버틴 세바스토폴 제외).
에발트 폰 클라이스트의 제1기갑군은 키예프에서 진격하여 10월에 멜리토폴에서 소련군을 포위한 후, 캅카스의 관문으로 알려진 돈강 어귀에 있는 로스토프를 향해 아조프해 연안을 따라 동쪽으로 공격했다.

## 아조프해 공세 작전
로스토프는 당시 오이겐 리터 폰 쇼베르트 장군이 지휘하는 제11군의 목표로 지정되었으나, 그는 연락기를 지뢰밭에 착륙시킨 후 같은 날 추락사했다. 그를 대신하여 만슈타인은 전선의 레닌그라드 부문에서 최남단 부문으로 이동하라는 명령을 받았다. 그는 또한 제4공군함대의 지원도 받게 되었다.
이때 제11군의 제54군단은 아직 크림에서 교전 중이었고, 루마니아군이 오데사 포위전에 여전히 참여하고 있었기 때문에 로스토프 목표를 위한 군의 자원은 후퇴하는 붉은 군대에 대해서조차 심각하게 제한되었다. 따라서 만슈타인은 처음에는 제54군단을 더 작은 제30군단과 제49산악군단으로 대체하고, 제54군단을 로스토프 진격의 첫 번째 제대군으로 명령했다.
9월 말, 루마니아 제3군은 로스토프 진격을 위해 제11군에 합류했지만, 9월 26일 소련 제9군과 제18군의 공격으로 심각한 손실을 입었다. 이로 인해 측면을 보호하기 위해 군의 진격이 중단되었고, 만슈타인은 루마니아 방어를 강화하기 위해 그의 유일한 기동 예비 부대인 경호친위대 여단을 사용해야 했다.

## 로스토프 방어 작전
(1941년 9월 29일 – 1941년 11월 16일) 돈바스-로스토프 전략 방어 작전의 일부로 수행된 소련의 반격은 룬트슈테트의 남부집단군으로 하여금 제1기갑군에게 루마니아 전선 부문에서 추가적인 소련의 돌격을 더 잘 막고, 두 소련군을 포위하려는 시도를 하도록 명령하게 했다. 이는 1941년 10월 5일부터 10일 사이에 체르니고프카 지역에서 부분적으로 성공하여, 10월 8일 제18소련군 사령관 A.K. 스미르노프 중장이 포포프카 마을의 지휘소에서 포격으로 사망했다. 이는 히틀러에 의해 너무나 큰 성공으로 해석되어, 10월 11일 병사들이 아직 목표에 도달하기도 전에 "아조프해 전투는 끝났다"고 선언했다. 기념 제스처로, 히틀러는 경호친위대 여단을 SS 경호친위대 사단으로 재지정하라는 명령을 내렸다.
독일 제11군은 페레코프 지협의 돌파를 위해 크림으로 복귀하라는 명령을 받았다.
로스토프와 캅카스로 가는 길이 열렸다고 판단한 히틀러는 제11군에서 제1기갑군으로 목표를 이전하고, 준비가 미흡한 루마니아 제3군, 이탈리아 알프스 군단, 그리고 슬로바키아 차량화 여단을 이에 합류시키라는 명령을 내렸다.
이후 추축군 재편성 과정에서 제3기갑군단과 제14기갑군단이 선두에 섰고, 최근 크림에서 도착한 제49산악군단의 지원을 받았다.

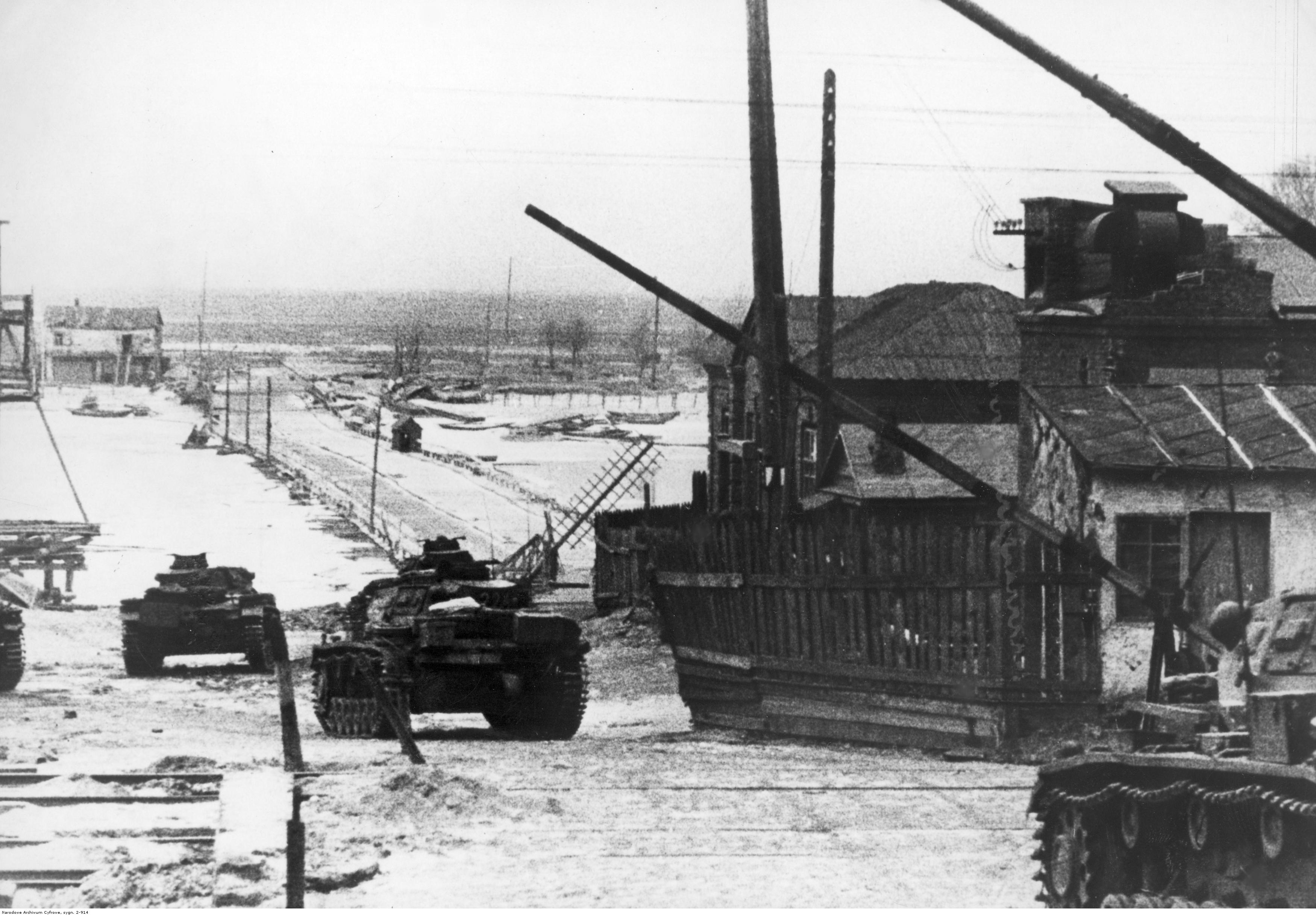
1941년 11월 로스토프의 독일군 3호 전차 종대.

1941년 10월 17일, 제14기갑사단이 미우스강을 건넜고, 타간로크는 독일군에게 점령되었으며, 산악 부대는 스탈리노로 진입하여 새로 편성된 제12군을 다시 후퇴시켰다. 그러나 가을비가 시작되었고, 라스푸티차("도로 없음")가 시작되어 제1기갑군의 진격이 "미터 단위로" 느려졌다. 이는 선두 독일 부대가 그 동안 붉은 군대와의 접촉을 잃은 채 11월 중순이 되어서야 로스토프 외곽에 도달했음을 의미했다.
로스토프에 대한 공격은 11월 17일에 시작되었고, 11월 21일 독일군은 도시를 점령했다. 그러나 독일 전선은 지나치게 확장되었고, 클라이스트가 좌익이 취약하며 탱크가 영하의 날씨에 비효율적이라고 경고한 것은 무시되었다.

## 로스토프 공세 작전

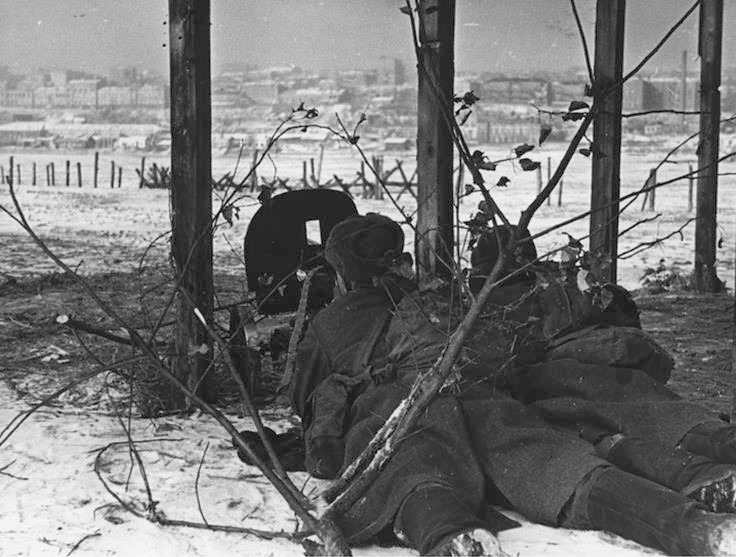
1941년 11월 도시 외곽에서 독일군을 몰아내는 소련군 막심 기관총 부대원.

11월 27일, 안톤 이바노비치 로파틴 중장이 지휘하는 제37군은 로스토프 전략 공세 작전 (1941년 11월 17일 – 1941년 12월 2일)의 일환으로 북쪽에서 제1기갑군의 선봉에 반격하여 도시에서 철수하도록 강요했다. 아돌프 히틀러는 후퇴를 철회하라고 명령했다. 룬트슈테트가 복종을 거부하자 히틀러는 그를 해고하고 라이헤나우로 교체했다. 그러나 라이헤나우는 룬트슈테트가 옳다는 것을 즉시 깨닫고 프란츠 할더를 통해 히틀러에게 철수를 승인하도록 설득하는 데 성공했으며, 제1기갑군은 타간로크의 미우스강으로 후퇴해야 했다. 이는 전쟁 중 독일군의 첫 번째 중요한 후퇴였다.

## 같이 보기
- 로스토프 전투 (1942년) – 독일 제17군이 도시를 점령했다.
- 로스토프 전투 (1943년) – 소련군이 도시를 탈환했다.